# Río Volta
El río Volta es un río de África occidental con origen en Burkina Faso (el anterior nombre de este país era Alto Volta). El río tiene como fuente principal al Volta Negro, y en conjunto tiene una longitud total de 1500 kilómetros. Se trata de un río de aguas profundas, rápidas y amarillentas, careciendo de puertos.
Sus dos afluentes más importantes son el Volta Blanco y el Volta Rojo, afluente del primero. En su desembocadura se encuentra la localidad de Ada, en el golfo de Guinea.
Allí se encuentra el lago Volta, el artificial más grande del mundo, que se extiende desde la presa de Akosombo en el sureste de Ghana a la ciudad de Yapei, unos 400 km al norte. El lago genera electricidad, ofrece transporte terrestre, y es potencialmente un recurso valioso para la irrigación y la piscicultura.